# جراناتولا دي كالاترافا (سيوداد ريال)
أُورِيطُ (بالاتينية: Oretum أُورِيطُم)، (بالإسبانية: Granátula de Calatrava غرناطُلة قلعة رباح)‏، هي إحدى بلديات مقاطعة سيوداد ريال إحدى مقاطعات إسبانيا، والتي تقع في منطقة قشتالة لا منتشا وسط إسبانيا.
يبلغ عدد سكانها 993 نسمة وفقاً لإحصائية سنة (2007).

## أعلام
- بالدوميرو إسبارتيرو